# João da Paula
João Rodrígues da Paula (* 20. Juni 1930; † 28. Oktober 2021 in Aveiro) war ein portugiesischer Ruderer.

## Karriere
Bei den Olympischen Sommerspielen 1952 in Helsinki stellte Portugal im Rudern nur in der Achter-Regatta ein Boot. Zur Besatzung gehörten neben João da Paula: Felisberto Fortes, Albino Simões Neto, Manuel Regala, João Cravo, João Alberto Lemos, Carlos da Benta, Zacarias Andias und José Pinheiro. Der portugiesische Achter musste jedoch nach den Vorläufen in den Hoffnungslauf, wo er jedoch ebenfalls unterlegen war und somit ausschied.